# Географија Јужноафричке Републике
Јужна Африка је смештена на крајњем југу афричког континента. Држава излази на два океана — Атлантски и Индијски. Протеже се правцем запад—исток између 16° и 33° источне географске дужине. Најзападнија тачка се налази у пограничном граду Александер Беј на ушћу реке Орање, а најисточнија тачка на обали Индијског океана на граници с Мозамбиком у близини залива Коси. Правцем север—југ протеже се између 22° и 34° 50’ северне географске ширине. Најсевернија тачка се налази на десној обали реке Лимпопо на граници с Зимбабвеом у близини пограничног зимбабвијског града Бејтбриџеа, док се најјужнија тачка налази на Игленом рту, који је уједно и најјужнија тачка афричког континента. 
Укупна дужина граница Јужне Африке са другим државама износи 4.862km. Од запада према истоку граничи се са Намибијом (967km), Боцваном (1.840km), Зимбабвеом (225km), Мозамбиком (491km) и Свазилендом (430km). Мала држава Лесото је у потпуности окружена јужноафричком територијом (909km).

## Геологија
Геолошка историја Јужне Африке је комплексна. На њеном се подручју налазе једне од најстаријих стена на Земљи, које датирају од пре 3,7 милијарди година из доба прекамбријума. Кратон Капвал, који обухвата средишњи и североисточни део земље је језгро око којег су се развијале остале геолошке формације. Највећим делом га изграђују гнајсеви и гранитоиди архајске старости, а мањим делом зелени шкриљци. Такође, могу се пронаћи и мафитне до ултрамафитне вулканске секвенције стена. Зелени шкриљци садрже велике количине злата, антимона, железа, бакра, азбеста, талка, живе итд, док гнајсеви и гранитоиди нису толико богати минералним рудама, но садрже корунд, графит, те злато у траговима.
Трошењем Капвалског кратона и каснијим таложењем седимената формирани су седименетацијски базени, који су једни од најбогатијих јужноафричких извора минералних сировина. Највеће залихе злата на свету садрже седименти  супергрупе, таложене пре 3,074 до 2,714 милијарди година, а налазе се јужно од Јоханезбурга. У исто време су се таложили и седименти  супергрупе, као и Pietersburg групе који такође садрже злато, али у мањим количинама.
Пре 2,6 до 2,1 милијарди година дошло је до таложења у Трансвалском и Griqualand West базену. Дебеле карбонатне наслаге истих грађене од кречњака и доломита садрже цинк и олово. Интензивна карстификација доломита у подручју Griqualand West у Северозападној покрајини довела је до формирања манганских лежишта, која заједно с великим лежиштем мангана у Kalahari Manganese Field поред града Hotazela, чини највеће површинско лежиште мангана на Земљи.
На северу земље у доломитским форамцијама Трансвал супергрупе појаљују се флуорити. Њих, као и седименте Griqualand West супергрупе прекривају седименти BIF формације  који садрже железну руду. Пре 2,05 милијарди година дошло је до интрузије Бушвелд магамтског комплекса у седименте Трансвал супергрупе. Интрузија Бушвелд комплекса садржи 70% свих светских економски исплативих лежишта хрома, затим значајне количине платине, као и кобалта, бакра и никла. Такође, то је и највећи извор ванадијума на свету. Пре 1,3 милијарди година унутар Капвалског кратона дошло је до формирања кимберлитских цеви које садрже дијаманте.
Стеновити Кару басен заузима око две трећине површине Јужне Африке, а углавном је грађен од флувијалних седимената, угља, шкриљца и пешчара. Такође, Кару базен прекривају и велики изливи базних и киселих лава, чије је изљевање претходило фрагментацији суперконтинента Гондване која се догодила крајем јуре пре око 200 милиона година. Интензиван магамтизам који је пратио фрагментацију довео је до стварања великих кимберлистских интрузија.
Током креда и кенозоика у неким од новоформираних базена уздуж обале дошло је до таложења нафтоносних седимената, по чему је особито важно подручје залива Mossel. Танки слој кенозојских седимента се може наћи и у деловима Северног Кејпа и Северозападне покрајине.

## Рељеф
Територија Јужне Африке се може поделити у три рељефне целине. Уз обале океана се налази уски појас низија широк 20 до 250 km који се назива Lowveld. Lowveld према унутрашњости прелази у венац планинских ланаца који се назива Great Escarpment, а који се пружа дуж целе обале. На западу и југу досеже око 2.000 m надморске висине, док на истоку у пределу Дракенсберга досеже готово 3.500 m. Ту се налази и највиши врх земље — Њесути висок 3.408 m. Венац планинских ланаца Great Escarpmenta са три стране окружује Хајвелд, централну суву висораван већином прекривену пашњацима која се налази на надморској висини од 900 до 2.000 m. Дужина обалске линије износи 2.798 km. Обала ЈАР је слабо разуђена, а једина погодна природна лука се налази у заливу Saldanha северно од Кејптауна.

## Клима
На климу Јужне Африке утичу њен положај у умереном климатском појасу на јужној хемисфери, утицај Атлантског и Индијског океана који са три стране окружују њену територију и поље високог притиска у Јужном Атлантику (тзв. антициклона св. Хелене). Такође важан је утицај морских струја које пролазе уз њене обале. Тако хладна Бенгуелска струја која тече из циркумантарктичког појаса хладне воде ка северу дуж западних обала земље доприноси исушивању зрака и смањује падавине, док Мозамбичка струја на источним обалама повисује температуру и количину падавина. Важан је и утицај рељефа, који је најизраженији на истоку земље где је утицај топле Мозамбичке струје ограничен само на узак приобални појас. Овде планински ланци који се налазе у непосредном залеђу обале онемогућавају струјање влажног океанског зрака према унутрашњости па зато приморје и источне падине Дракенсберга примају више падавина од његових западних падина и висоравни Хајвелд у унутрашњости.
Према Кепеновој класификацији климата Јужна Африка се налази на подручју сувих клима (тип B), односно њених подтипова: пустињеске (BW) на северозападном делу земље и степске климе (BS) u централном делу. Такође, делови земље се налазе у подручју умерено топле климе (тип C), односно њених подтипова: средоземне климе (Cs) на југозападу, умерено влажне климе (Cf) дуж југоисточног приморја и синијске климе (Cw) у унутрашњости на североистоку земље.
Највиша измерена температура — 51,7°C забележена је 1948. године у Калахарију у покрајини Северни Кејп у близини града Upingtona, док је у Садерленду, у планинском ланцу Roggeveld североисточно од Кејптауна забележена најнижа температура од –15°C. Више од половине Јужне Африке прима само 200 до 600 mm падавина, а на крајњем северозападу он је мањи од 200 mm.

## Хидрографија
Већина река извире у планинама Дракенсберг и тече на исток, према Индијском океану. Ипак, најдужа река Орање, дуга 1.860 km, која такође извире у планинама Дракенсберг, тече на запад и улива се у Атлантски океан. На овој реци се налази водопад Огрејбис, широк 150 m и дубок 56 m. Друга важна река је Лимпопо, дуга око 1.600 km, а која је гранична река са Боцваном и Зимбабвеом и улива се у Индијски океан, и река Вал, притока Орања, дуга 1.251 km. Водостаји река значајно варирају током године. Река Тугела, која се улива у Индијски океан, позната је по истоименом водопаду, високом 948 m. То је други по висини водопад на свету.
У циљу наводњавања плодних ораница, изграђени су бројни иригациони системи у дужини од око 14.000 километара. Суша је главна елементарна непогода у ЈАР. Мало је језера већих размера, а од важнијих треба споменути - Криси, Сибаја, Овистон, Ронфолтејн и др.

## Флора и фауна
Јужна Африка је рангирана шеста на листи 17 светских држава са највећим мегадиверзитетом, са више од 20.000 различитих врста биљака или око 10% свих познатих врста биљака на свету. Најприсутнији биом у држави, а нарочито на Хајвелду, је савана, којом доминирају различите врста трава, ниско растиње и разне врста акација. Вегетација постаје све ређа како се иде према северозападу због малих количина падавина. Неколико врста сукулетних биљака које чувају воду, попут алоја и млечика, живе у жаркој и сувој области Намакваланд. Траве и бодљикаво саванско растиње полако прелазе у ређу жбуновиту савану у североисточном делу државе. У овој области, близу северног краја Националном парку Кругер, расте значајан број баобаба.
Биом финбоса, који обухвата већину области и биљних врста у Капској области, једној од шест флористичких царстава, је смештен у малом региону Западног Кејпа и у њему живи више од 9.000 врста, што га у погледу биљног биодиверзитета чини једним од најбогатијих региона на Земљи. Већина ових биљака су зимзелене биљке са тврдим издуженим листовима, као што су склерофите. Још један ендемски род Јужноафричке Републике је род протеја из реда скривеносеменица. У Јужној Африци постоји око 130 различитих врста протеја.
Иако је Јужна Африка богата биљним врстама, само 1% њене територије су шуме, и то скоро искључиво у влажној приобалној равници у Квазулу-Наталу, док се области мангрова налазе у речним ушћима. Мали резервати шума налазе се у покрајинама Источни и Западни Кејп. Доминирају увезене врста дрвећа, посебно еукалиптуси и борови. ЈАР је изгубила велике површине природног станишта у последње четири деценије због пренасељености. Такође, ЈАР је једна од држава најтеже погођена инвазијом туђинских врста, а многе (нпр Acacia mearnsii, Acacia saligna, Hakea, Lantana и Jacaranda) представљају претњу домаћем биодиверзитету и већ оскудним воденим ресурсима. Првобитне широколисне и мешовите шуме умерених предела су експлоатисане све док нису остали мали џепови. Неке јужноафричке врсте дрвећа као што су Podocarpus latifolius, Ocotea bullata и Olea laurifolia су под заштитом државе.
Бројне врсте сисара које се могу наћи у јужноафричким саванама су лавови, леопарди, бели носорози, обични гнуови, кудуи, импале, хијене, нилски коњи и жирафе.